# Kosoriga
Kosoriga is een plaats in de gemeente Buzet in de Kroatische provincie Istrië. De plaats telt 28 inwoners (2001).